# Kim Jong-gak
Kim Jong Gak, sinh ngày 30 tháng 7 năm 1941 là một Phó Nguyên soái Quân đội Nhân dân Triều Tiên, đương kim Giám đốc Học viện Quốc phòng Kim Il-sung.
Ông Kim sinh tại huyện Jungsan, tỉnh Nam Pyongan. Tháng 8 năm 1959, ông gia nhập quân đội. Sau khi tốt nghiệp Học viện Quân sự Kim Nhật Thành, ông trải qua các cương vị tiểu đoàn trưởng, phó tư lệnh quân đoàn, tổng tham mưu trưởng, cục trưởng cục quân huấn, thứ trưởng Bộ Lực lượng Vũ trang Nhân dân. Năm 2007, ông được bổ nhiệm làm Phó Tổng cục Trưởng thứ nhất Tổng cục Chính trị Quân đội Nhân dân Triều Tiên.
Kim Jong Gak là một trong 8 nhà lãnh đạo cấp cao của Triều Tiên được tháp tùng linh cữu của Kim Jong-Il. Lúc đó, ông đang là Ủy viên Bộ Chính trị Đảng Lao động Triều Tiên, quân hàm Đại tướng. Tháng 2/2012, ông được thăng hàm Phó Nguyên soái, rồi đến tháng 4/2012 được bổ nhiệm làm Bộ trưởng Bộ Lực lượng Vũ trang Nhân dân.

Tháng 11/2012, ông bị cách chức Bộ trưởng. Sau đó, đến ngày 31 tháng 3 năm 2013, ông bị tước bỏ các chức vụ trong Bộ Chính trị và Ủy ban Quốc phòng.